# Telecinco
Telecinco (Телеси́нко, «Теле 5») — испанский частный телеканал, принадлежащий итальянской компании Mediaset. Один из крупных коммерческих испанских телеканалов наравне с Antena 3, аналогично которому известен выпуском сериала «Ангел или демон». Основанная в 1989 году как ассоциация «Tele-5», а позже основанная в 1990 году, официально выпустив канал, в 1997 году она была переименована в Telecinco.

## История
В 1989 году три испанские телекомпании получили лицензии на вещание — Antena 3,Canal+ и принадлежащий Gestevisión Telecinco Telecinco.
Gestevisión Telecinco (в настоящее время Mediaset España Comunicación), которой принадлежит Tele+, — крупная испанская компания, уставный капитал которой на момент создания (1989) составлял около 12 000 млн песет. Крупными акционерами являлись Fininvest Сильвио Берлускони и Испанская национальная организация слепых (ONCE).
Передача канала Telecinco была впервые начата в рамках его экспериментальных передач 10 марта 1989, а год спустя с официальной церемонией открытия 3 марта 1990 и в 8 часов вечера. Вели церемонию Виктория Абриль и Мигель Бозе.
Первые шаги телекомпании связаны с именами Мигеля Дурана и Валерио Ласарова (генерального директора Tele+).
Валерио Ласаров при создании сетки вещания канала берёт за образец итальянский Canale 5, принадлежащий также Сильвио Берлускони. Основной ориентир — развлекательные программы. В первую половину дня также идут детские программы. Первоначально такая схема оправдывала себя — количество зрителей увеличилось с 6,5 % в 1990 до 20,8 % в 1992 году.
В 1993 году Telecinco пережил кризис, уступая на поприще развлекательных телеканалов своему главному конкуренту Antena 3. В декабре 1993 года на смену Валерио Ласарову пришёл новый директор Маурицио Карлотти.
Первые шаги нового директора были крайне непопулярными: были урезаны статьи расходов, а также проведены 40-процентные сокращения штата телекомпании. Произошли изменения в сетке вещания, появились аналитические программы, телесериалы собственного производства и известные иностранные.
В 1999 году на место М. Карлотти, назначенного генеральным директором Mediaset España Comunicación, пришёл Паоло Басиле. Постепенно группа Mediaset приобретает новые телеканалы.

## Программы и аудитория
Telecinco является круглосуточным телеканалом Испании, где показываются фильмы, сериалы и спортивные передачи, реалити-шоу. Спортивные:
- Клубный чемпионат мира по футболу 2009, 2010
- Кубок конфедераций 2009
- Чемпионат мира по футболу 2010

Телесериалы:
- Ангел или демон
- Central Hospital

Ситкомы:
- Аида[англ.] и другие.